# Jorge Pina
Jorge Pina, né le 26 janvier 1977, est un escrimeur espagnol spécialiste du sabre.

## Biographie
À 16 ans, le Madrilène Jorge Pina fut finaliste du championnat du monde cadets. Deux ans plus tard, il décroche la médaille de bronze lors des championnats du monde juniors en 1995. Il collectionne ensuite les médailles en compétitions universitaires.
Passé en compétitions seniors, il peine à confirmer ses excellentes performances enregistrées chez les jeunes. En Coupe du monde, il n'obtient ainsi qu'une troisième place lors de l'épreuve de Las Vegas le 23 juin 2007. 11e sur la saison 2002-2003 et 7e sur la saison 2005-2006 reste ses meilleures saisons. En championnats du monde, il termine 34e à La Havane en 2003, 26e à Leipzig 2005 puis 11e à Turin en 2006
Le 2 juillet 2007, il remporte à Gand (Belgique) le titre européen du sabre en s'imposant en finale face au Russe Alexey Yakimenko (15-7). Pina est le premier tireur espagnol à enlever le titre continental dans cette discipline.